# Dominique Bertrand
Pour les articles homonymes, voir Bertrand.
Dominique Bertrand, né le 11 juin 1931, est un théologien jésuite français, spécialiste d'Ignace de Loyola.

## Biographie
Entré dans la Compagnie de Jésus en 1958, il soutient en 1979 une thèse d'histoire à l'université de Paris-Sorbonne, sous la direction de Roland Mousnier. Il devient ensuite maître de conférences à l'EPHE.
De 1966 à 1983, il a dirigé la revue et la collection Christus, avant d'être nommé directeur de l'Institut des sources chrétiennes (1984-1999), où il succède à Claude Mondésert,.
Il est membre de l'Académie des sciences, belles-lettres et arts de Lyon, dont il a exercé la présidence en 2011.

## Publications
- Un corps pour l'Esprit. Essai sur l’expérience communautaire selon les Constitutions de la Compagnie de Jésus, Paris, Desclée de Brouwer, coll. « Christus », 1974, chap. 38[6],[7].
- La Politique de saint Ignace de Loyola, l’analyse sociale  (préf. Pierre Chaunu), Paris, Éditions du Cerf, 1985[8],[9],[10],[11].
- Pierre Favre : un portrait, Bruxelles, Lessius, 12 avril 2007, 365 p. (ISBN 978-2-87299-156-3)[12].
- L'intelligence du corps : un commentaire des Constitutions de la Compagnie de Jésus, Bruxelles, Lessius, coll. « Christus », 5 juin 2020, 240 p. (ISBN 978-2-87299-347-5).
- Irénée de Lyon. La théologie de la gloire de l’homme  (préf. Philippe Barbarin), Paris, Parole et Silence, 21 janvier 2021, 186 p. (ISBN 9782889592678)[13],[14].
- Patristique et spiritualité, Paris, Éditions du Cerf, avril 2023, 418 p. (ISBN 9782204156424).